# Kwashiorkor

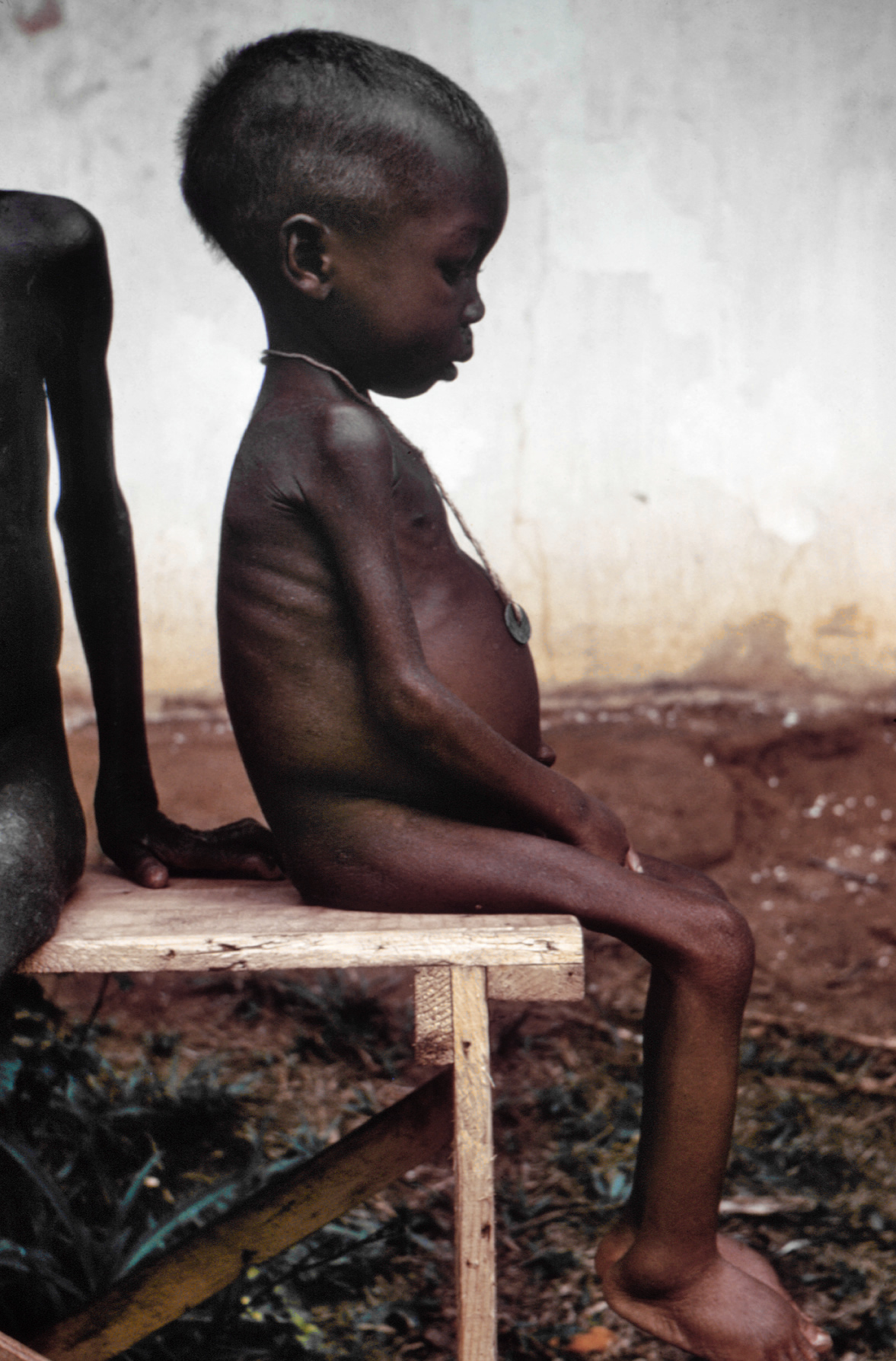
Dívka trpící kwashiorkorem v době Nigerijské občanské války

Kwashiorkor je syndrom těžkého nedostatku bílkovin a nedostatečného přívodu energie, který postihuje děti od nejnižšího věku až do přibližně pátého roku života. V současnosti se jedná o nejrozšířenější druh podvýživy, který je problémem v mnoha rozvojových zemích.

## Příčiny
Kwashiorkor u malého dítěte nejčastěji vzniká poté, co jej matka přestane kojit, když do rodiny přibude mladší sourozenec. Dítě je tak připraveno o bílkoviny z mateřského mléka. Nedostatečný přívod kvalitních bílkovin a současný snížený příjem energie způsobují hluboké a v jiném věku nepoznané změny organismu.

## Příznaky
Na dítěti jsou patrné duševní změny: spavost, apatie, nebo naopak podrážděnost. Postupně se zpomaluje růst dítěte, je celkově zesláblé, má otoky a je náchylné na infekce. Na první pohled je patrná ochablost svalstva. Pacienti současně trpí parazitárními infekcemi. Otoky postihují i vnitřní orgány a otok tváře může na začátku klamně naznačovat dobrý stav výživy. Charakteristické jsou i změny kůže, s častými pigmentacemi v místech, která jsou vystavena tlaku a dráždění. Závažné jsou také poruchy vnitřního prostředí. V konečném stadiu se objevují poruchy vědomí, bezvědomí a smrt.

## Léčba
Na začátku je třeba zvládnout těžkou dehydrataci, akutní selhání ledvin, případně i příznaky šoku, akutní infekce, těžkou chudokrevnost a příznaky nedostatku vitaminů. Po úpravě dehydratace se začne velmi pomalu s podáváním výživy. Prvních pět dní je potřeba zvláštní opatrnosti, dávky se jen postupně zvyšují. Začíná se s častým podáváním malých dávek zředěného mléka. Koncentrace mléka a podávané množství se postupně zvyšují a intervaly mezi krmením se prodlužují.